# Ressort moteur

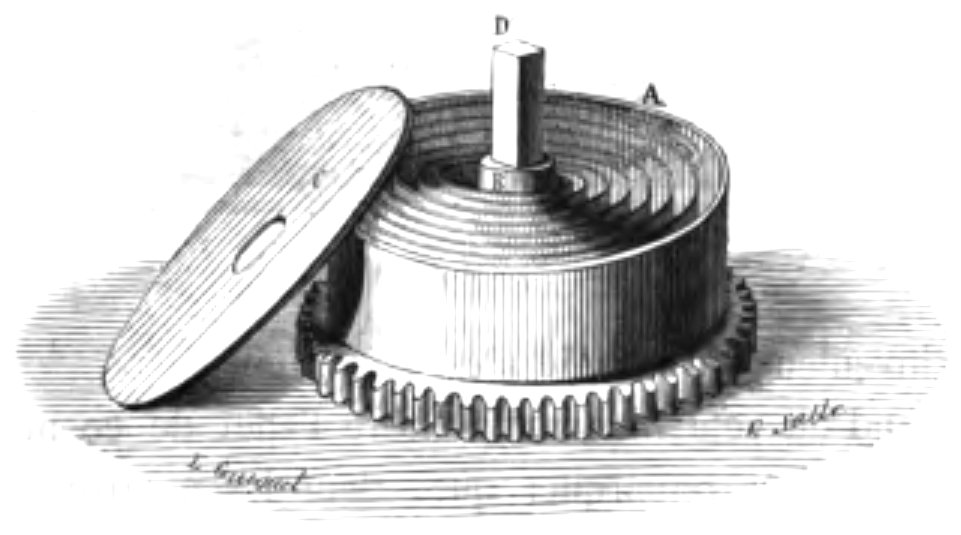
Ressort moteur à l'intérieur d'un barillet.

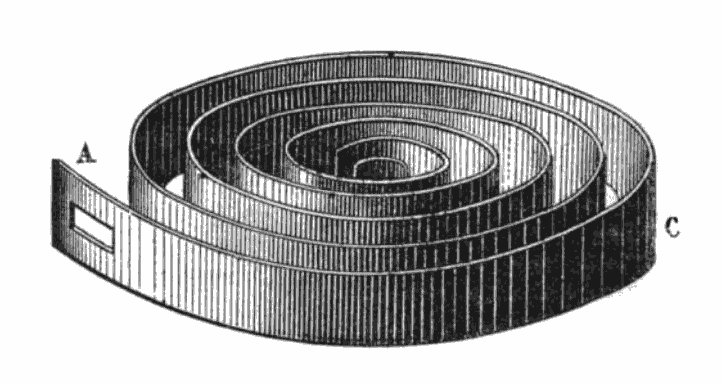
Ressort moteur d'un réveil.

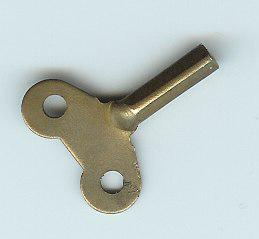
Clé de remontage amovible.

Le ressort moteur ou (en horlogerie) ressort de barillet est un ressort permettant d'emmagasiner de l'énergie lorsqu'il est tendu, et de la restituer lors de la détente. La plupart du temps il s'agit d'un ruban métallique d'acier trempé enroulé sur une roue. L'énergie restituée est transmise par un jeu d'engrenages. Dans certaines applications, le système est régulé par une pale tournante (le frottement de l'air atténue les variations de vitesse) ou par un dispositif d'échappement.
En général le ressort est rechargé par une molette (le remontoir d'une montre, appelé couronne) ou par une clé amovible (horloges, jouets).

## Utilisations
- Actuelle
  - Montres mécaniques
  - Pendules mécaniques
  - Boîtes à musique
  - Rubans à mesurer
  - Enrouleurs de câbles à rappel automatique (par exemple dans les aspirateurs, les lanceurs de tronçonneuses et de moteurs de tondeuses à gazon)

- Ancienne
  - Appareils télégraphiques (le moteur pour l'entraînement de la bande de papier)
  - Jouets
  - Tourne-disques
  - Caméra

## Remarque
- Si on dit « remonter » une montre pour recharger le ressort, cela vient du « remontage » des poids d'une horloge. En effet, avant l'invention du ressort moteur, ce sont des poids qui actionnaient les horloges grâce à la gravité, et il fallait les remonter lorsqu'ils étaient en bout de course.

## Avantages/Inconvénients
- L'appareil alimenté par ressort moteur est parfaitement autonome et peut fonctionner indéfiniment sans apport faisant appel à la technologie (pile, prise de courant, carburant). En revanche, il faut le remonter régulièrement.
- L'énergie restituée varie selon l'état plus ou moins remonté du ressort, ce qui rend difficile l'obtention d'une vitesse régulière. Une fusée corrigeait cette irrégularité sur les montres très anciennes. À présent, les remontages sont dits « automatiques », fonctionnant grâce à une masse oscillante.
- Bruit du système de transmission ou de régulation.
- Poids/encombrement.

## Historique
- Invention avant 1400.

## Images externes
- Autre ressort dans un barillet de montre
- Explosion d'un mouvement empierré Pierhor: Horlogerie: